# Orvosi medveszőlő

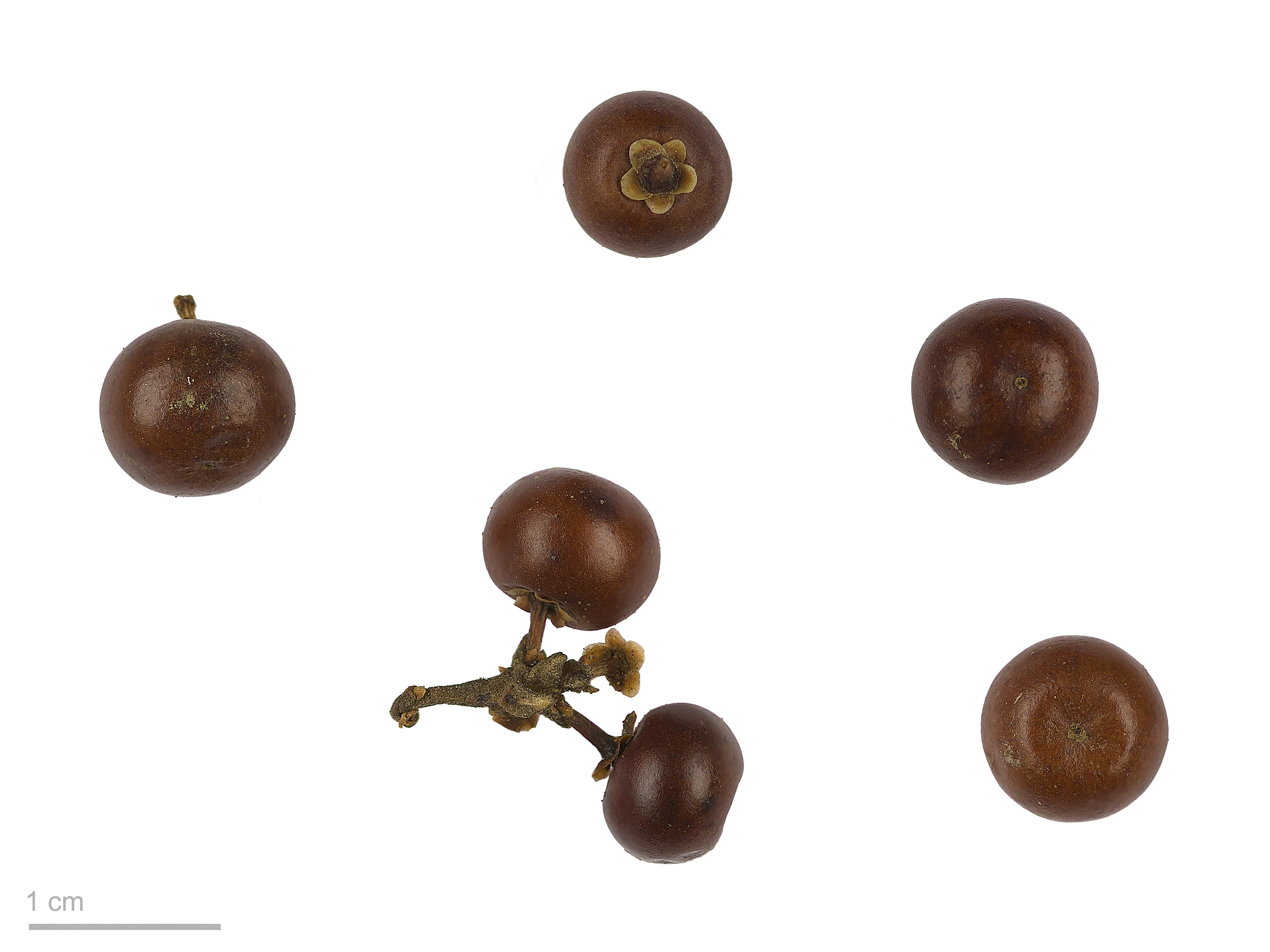
Termései (toulouse-i múzeum)

Az orvosi medveszőlő (Arctostaphylos uva-ursi) a hangafélék családjába tartozó növényfaj.

## Jellemzése
A medveszőlő kúszó, szétterülő, a szárcsomóknál legyökerező szárú félcserje. Bőrnemű levelei visszás tojásdad alakúak, örökzöldek. Fürtökbe csoportosuló virágainak borsó alakú pártája a csarabéra hasonlít. A piros áfonyára emlékeztető élénkpiros csonthéjas bogyótermésében 5 mag található.

## Figyelmeztetés
A medveszőlő ellenjavallt terhes és szoptató nők, illetve 12 évnél fiatalabb gyermekek számára, mivel kinonokat és nagy mennyiségű tannint tartalmaz. A tannin túlzott mennyisége, (még a terápiás adagok esetén is) némelyeknél émelygést és hányingert okozhat. Az előírások szerint a kezelés nem tarthat tovább egy hétnél, és évente legfeljebb 5 kúrát szabad tartani. A hosszan tartó használat kezdeti tünete székrekedés, majd májkárosodás is kialakulhat. Az összetevők közül a hidrokinon-származékok leukémiát (fehérvérűséget) is okozhatnak.
Mivel májkárosító kinonokat (pl. arbutin, metilarbutin) tartalmaz, fogyasztása tilos, szerepel az OGYÉI tiltólistáján is.